# Situla della Pania

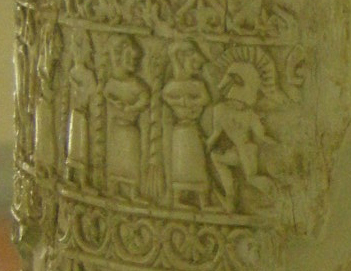
Dettaglio della seconda fascia

La Pisside della Pania è un'opera in avorio della fine del VII secolo a.C., proveniente dalla tomba della Pania di Chiusi e conservata nel Museo archeologico nazionale di Firenze.

## Storia e descrizione
L'opera è uno degli esemplari più importanti della lavorazione dell'avorio da parte degli etruschi, assieme a soli due altri esemplari da Chiusi e uno da Cerveteri. Si tratta di un cilindro cavo (una sezione di una zanna di elefante), alto 22 cm, e decorato da fasce orizzontali, separate da fasce minori con motivi vegetali scolpiti (palmette e fiori di loto variamente intrecciati) e due fasce medie ai bordi con fiori di loto dritti e rovesci.
La fascia superiore presenta due miti dell'Odissea, inframezzati da una sfinge: la Nave di Ulisse e Scilla (un mostro pisciforme con tre lunghi colli con teste di cani) e la Fuga di Ulisse e i suoi compagni dall'antro di Polifemo. La seconda fascia presenta il motivo consueto della partenza e congedo del guerriero sul carro, seguito da opliti, che fanno un cenno di saluto e da donne piangenti (con lunghe trecce e le braccia al petto); seguono un guerriero senza scudo in atto di danza funebre e un cavaliere. La terza fascia è decorata da belve e mostri legati a motivi orientalizzanti, tra i quali si trovano un cavaliere e un centauro. Nell'ultima fascia ci sono altri animali vieti.
Lo stile della pisside è meno monumentale degli avori riferibili al periodo precedente, ma è più vivacemente narrativo.